# Michael Heseltine
Michael Heseltine, barone Heseltine (Swansea, 21 marzo 1933), è un politico britannico, membro del parlamento dal 1966 al 2001; fu una figura di spicco nei governi di Margaret Thatcher e John Major.
Nel 1990 entrò in competizione per la leadership del Partito conservatore britannico contro Margaret Thatcher e, sebbene non sia riuscito nel suo intento, ne provocò comunque le dimissioni dal governo.
Heseltine entrò per la prima volta in parlamento nel 1966. Nel 1979 divenne ministro per lo sviluppo economico e nel 1983 Segretario di Stato per la difesa. In quest'ultimo ruolo fu funzionale alla battaglia contro il disarmo nucleare. Heseltine venne considerato come un ministro carismatico, sebbene fosse spesso in lite con il primo ministro Margaret Thatcher. Si dimise dal governo nel 1986 dopo lo scandalo Westland, ritornando ad essere un semplice parlamentare. Dopo il discorso di dimissioni di Sir Geoffrey Howe nel novembre 1990, Heseltine sfidò Margaret Thatcher per la leadership del partito, ma senza successo. Dopo le dimissioni del governo Thatcher, Heseltine ritornò a ricoprire un incarico governativo con John Major.
Sotto John Major, di cui fu un alleato chiave, Heseltine divenne presidente del Board of Trade e, dal 1995, vicepremier del Regno Unito e Primo Segretario di Stato. Dopo la sconfitta del Partito Conservatore alle elezioni del 1997 Heseltine non entrò più in competizione per la leadership del partito e rimase uno strenuo patrocinatore delle richieste di rinnovamento e di apertura dei conservatori britannici.

## Biografia
Michael Heseltine nacque a Swansea, nel Galles, ed è un lontano discendente di Charles Dibdin. La madre, Eileen Ray Pridmore, era originaria del Galles occidentale. Gli antenati del padre erano lavoratori agricoli a Pembrey. Il bisnonno materno lavorava al porto di Swansea (perciò Heseltine divenne membro onorario del Swansea Dockers Club). Il nonno materno, James Pridmore, fondò nei sobborghi di Swansea la West Glamorgan Collieries Ltd, una società mineraria, che ebbe una vita travagliata e fu in attività per solo due anni (1919–21).
L'adolescenza di Heseltine fu piuttosto agiata. Gli piaceva praticare la pesca sportiva a Brynmill Park ed arrivò a vincere anche una competizione giovanile. Venne educato al Shrewsbury School. Nel 1951, durante le elezioni generali britanniche di quell'anno, fu impegnato come volontario prima di entrare al Pembroke College, dove, frustrato per non essere stato eletto nel comitato degli studenti conservatori di Oxford, fondò il Blue Ribbon Club. Insieme ad altri compagni di università fece attività di propaganda a Barrow-in-Furness. Dopo essersi esercitato a lungo privatamente per fare discorsi in pubblico, nella primavera del 1953 Heseltine venne eletto nel Library Committee of the Oxford Union. Nell'estate del 1954 divenne presidente del Committee. Nello stesso anno, sebbene studiando poco, si laureò in Philosophy, Politics and Economics.
Nel gennaio del 1955 Heseltine iniziò a lavorare per conto della Peat Marwick Mitchell. Successivamente fondò a Londra, assieme a Ian Josephs, un suo ex compagno di università, un'agenzia immobiliare. Dopo aver venduto il New Court Hotel, nel 1957 Heseltine si mise in affari con Clive Labovitch, un altro ex compagno di università, con il quale riuscì a far diffondere la pubblicazione Opportunities for graduates. Terminata la partnership con Josephs, Heseltine riuscì ad acquistare, grazie all'aiuto finanziario della madre, un gruppo di case a sud di Earl's Court.
Nel gennaio 1959 Heseltine fu chiamato al servizio di leva, venne incorporato nel Welsh Corp e raggiunse il grado di sottotenente. Congedato con sedici mesi di anticipo, già alla fine del 1959 Heseltine ritornò agli affari immobiliari con Labovitch e, dopo alcuni fallimenti con la società Bastion Properties, fondò con il suo socio alcune riviste, che ebbero breve durata. Dal 1960 al 1964-65 Heseltine curò la parte pubblicitaria per conto del Bow Group e lavorò come intervistatore alla ITV. Nel 1965 fondò una nuova società, l'Haymarket Press, attiva nel mercato editoriale.

### Carriera politica
Nel frattempo fu candidato, per il Partito Conservatore, nelle elezioni politiche del 1959 e del 1964 in due collegi "rossi", rispettivamente a Gower e Coventry North, dove non venne eletto.
Nelle elezioni del 1966 Heseltine venne candidato nel collegio "sicuro" di Tavistock nel Devon ed ottenne facilmente la vittoria. Heseltine si pronunciò coraggiosamente a favore dell'abolizione della pena di morte nel Regno Unito. Dal 1967 al 1969 divenne spokesman in materia di trasporti. In quell'occasione incontrò la futura lady di ferro Margaret Thatcher. Dopo le politiche del 1970, dove fu rieletto a Tavistock, Heseltine divenne sottosegretario ai Trasporti durante il governo di Edward Heath.
Nell'aprile del 1972 Heseltine divenne Ministro senza portafoglio, con competenze in materia aerospaziale, incardinato nel Dipartimento per il Commercio e l'Industria. I compiti di Heseltine in questo dicastero furono di vendere i Concorde in mano pubblica e di far partecipare il Regno Unito all'European Space Agency, Nel settembre 1973 venne accusato di aver raccontato bugie davanti alla Camera dei Comuni sul taglio del programma "Hovertrain", una sorta di ferrovia ad alta velocità pianificata negli anni Sessanta.
Nelle elezioni politiche del febbraio 1974 Heseltine venne candidato nel collegio di Henley, dove venne rieletto per ben sette volte, fino al 1997. Nel 1974 come ministro per il governo ombra di Edward Heath, Heseltine contrastò vivacemente Tony Benn, la sua controparte laburista, il quale aveva intenzione di espandere le proprietà in mano pubblica. Dopo la vittoria Labour alle elezioni dell'ottobre 1974 iniziò la corsa per la nuova leadership del Partito Conservatore contesa, nel ballottaggio finale, da William Stephen Whitelaw e Margaret Thatcher. Heseltine parteggiò per Whitelaw e, d'altra parte, irrise alla Thatcher, che vinse il ballottaggio. Nell 1975 entrò nel governo ombra di Margaret Thatcher, come Ministro ombra per l'industria fino al settembre 1976 e, in seguito a un rimpasto, Ministro ombra per lo sviluppo.
Dopo la vittoria conservatrice alle politiche del maggio 1979, Heseltine divenne Ministro per lo Sviluppo nel governo di Margaret Thatcher. Nel suo nuovo ruolo era favorevole alla privatizzazione delle aziende pubbliche. Già da subito Heseltine istituì, nel dipartimento di sua competenza, un sistema informativo, il  "MINIS" ("management information system for ministers"). Heseltine promosse una serie di misure, tra cui quella di vendere le council houses, cioè  le case popolari e di tagliare trasferimenti ai governi locali. Nel 1981 fece da mediatore durante le rivolte nelle periferie di Liverpool.
Nell'ottobre 1982 John Nott, Segretario per la difesa, conclusa la vittoriosa guerra delle Falklands, annunciava che non si sarebbe ricandidato alle successive elezioni. Avendo Nott lasciato vacante il delicato ministero, Heseltine divenne subito papabile per la successione al dipartimento, sebbene ci fossero voci contrarie in seno alle alte gerarchie dell'esercito. Nel gennaio 1983 ottenne la nomina a Segretario di Stato per la difesa . Appena arrivato al Dipartimento della difesa, Heseltine si trovò di fronte il problema di giustificare all'opinione pubblica il dispiegamento delle testate nucleari in suolo britannico. Inoltre si premurò di far adottare anche al Dipartimento della Difesa il sistema informativo MINIS, già collaudato allo Sviluppo. Confermato nell'incarico nel governo Thatcher II, nel 1984 aprì un'inchiesta sull'affondamento dell'incrosiatore argentino General Belgrano durante la guerra delle Falklands. Fu contrariato dall'intervento statunitense a Grenada. Heseltine si dimise dalla carica nel gennaio del 1986 a seguito della vicenda Westland Helicopters, nella quale entrò in collisione con la Thatcher.
Dopo le dimissioni Heseltine rimase membro della Camera dei Comuni, dove fu rieletto nel 1987. Iniziò quindi a scrivere alcuni libri, tra cui The Challenge of Europe: Can Britain Win?. In questo scritto Heseltine credeva che era nell'interesse del Regno Unito di aver un approccio più attivo nel processo di unificazione europea.
Durante il 1990 la leadership di Margaret Thatcher iniziava ad appannarsi e nel novembre di quell'anno Heseltine sfidò la Lady di ferro alla leadership del Partito Conservatore. La nomina si tenne il 20 novembre 1990: Heseltine ottenne 152 voti, mentre la Thatcher 204. Non riconfermata per 4 voti, la Thatcher si dimise dalla carica di Primo Ministro il 22 novembre. Nel secondo ballottaggio, che si tenne una settimana dopo, Heseltine risultò sconfitto e la leadership dei conservatori passò a John Major, sostenuto dalla Thatcher.
Successivamente Heseltine ricoprì ancora incarichi ministeriali. Per circa un anno e mezzo, fino alle elezioni del 1992 ritornò al Dipartimento dello Sviluppo dopodiché, nel triennio 1992-1995, passò al Dipartimento per il Commercio e l'Industria.
Nel 1995 Heseltine appoggiò caldamente la conferma di Major alla guida del Partito Conservatore. Dopodiché divenne vice-Primo ministro con deleghe pesanti.
Dopo la sconfitta alle elezioni politiche del 1997, Heseltine fu colpito da un attacco di cuore. Si rifiutò, per motivi di salute, di partecipare alla contesa della leadership, che andò poi a William Hague. Alla fine degli anni Novanta rimase convinto dei benefici che avrebbe avuto il Regno Unito se avesse aderito alla moneta unica. Nel 1999 riprese la sua attività all'Haymarket Press.
Nel 2001 non si ricandidò ad Henley, il suo posto andò a Boris Johnson, e si ritirò dalla vita politica. Il 12 luglio 2001 fu insignito del titolo di barone. Negli anni che seguirono fece alcune apparizioni televisive.
Nel 2016 criticò la campagna per l'uscita del Regno Unito dall'Unione Europea. Heseltine vedeva la Brexit come perdita d'influenza del Regno Unito nel continente europeo. Fu uno dei firmatari per proporre un secondo referendum sulla permanenza del Regno Unito nell'Unione Europea. Nel 2019 disse che avrebbe votato per il Partito Liberal Democratico.

## Pubblicazioni
- Michael Heseltine, Raising The Sights - A Tory Perspective, in the Primrose League Gazette, vol.91, no.2, Aug/Sept 1987 edition, London.
- Julian Critchley, Heseltine - The Unauthorised Biography, André Deutsch, London, September 1987, ISBN 0-233-98001-6
- Michael Crick, Michael Heseltine: A Biography, Hamish Hamilton, 1997, ISBN 0-241-13691-1
- Michael Heseltine, Life in the Jungle, Hodder & Stoughton, 2000, ISBN 0-340-73915-0, written with the acknowledged assistance of Heseltine's lifelong friend Anthony Howard.